# 이슬람 협력 기구

이슬람 협력 기구의 기

이슬람 협력 기구의 기 (1981년~2011년)

이슬람 협력 기구(영어: Organisation of Islamic Cooperation, 약칭 OIC, 아랍어: منظمة التعاون الإسلامي, 프랑스어: Organisation de la Coopération Islamique, 문화어: 이슬람교 협조 기구)는 1969년 9월 25일에 창설된 이슬람교 국가들의 국제 기구로 알아크사 모스크에서 일어난 방화가 계기가 되어 창설되었다.  서아시아, 중앙아시아, 동유럽, 남유럽, 북아프리카, 서아프리카, 동아프리카, 중앙아프리카, 동남아시아, 남아메리카 등지의 57개 회원국이 참여하고 있다. 본부는 사우디아라비아 지다에 있으며 2011년 6월 이슬람 회의 기구(영어: Organisation of the Islamic Conference, 아랍어: منظمة المؤتمر الإسلامي, 프랑스어: Organisation de la Conférence Islamique)에서 현재 이름으로 명칭을 변경했다.

## 회원국
- 가봉 (1974년)
- 가이아나 (1998년)
- 감비아 (1974년)
- 기니 (1969년)
- 기니비사우 (1974년)
- 나이지리아 (1986년)
- 니제르 (1969년)
- 레바논 (1969년)
- 리비아 (1969년)
- 말레이시아 (1969년)
- 말리 (1969년)
- 모로코 (1969년)
- 모리타니 (1969년)
- 모잠비크 (1994년)
- 몰디브 (1976년)
- 바레인 (1970년)
- 방글라데시 (1974년)
- 베냉 (1982년)
- 부르키나파소 (1975년)
- 브루나이 (1984년)
- 사우디아라비아 (1969년)
- 세네갈 (1969년)
- 소말리아 (1969년)
- 수단 (1969년)
- 수리남 (1996년)
- 시리아 (1970년)
- 시에라리온 (1972년)
- 아랍에미리트 (1970년)
- 아제르바이잔 (1991년)
- 아프가니스탄 (1969년)
- 알바니아 (1992년)
- 알제리 (1969년)
- 예멘 (1969년)
- 오만 (1970년)
- 요르단 (1969년)
- 우간다 (1974년)
- 우즈베키스탄 (1995년)
- 이라크 (1976년)
- 이란 (1969년)
- 이집트 (1969년)
- 인도네시아 (1969년)
- 지부티 (1978년)
- 차드 (1969년)
- 카메룬 (1975년)
- 카자흐스탄 (1995년)
- 카타르 (1970년)
- 코모로 (1976년)
- 코트디부아르 (2001년)
- 쿠웨이트 (1969년)
- 키르기스스탄 (1992년)
- 타지키스탄 (1992년)
- 튀르키예 (1969년)
- 토고 (1997년)
- 투르크메니스탄 (1992년)
- 튀니지 (1969년)
- 파키스탄 (1969년)
- 팔레스타인 (1969년)[1]

## 옵서버

### 준회원국
- 북키프로스 (1979년)
- 보스니아 헤르체고비나 (1994년)
- 중앙아프리카 공화국 (1997년)
- 태국 (1998년)
- 러시아 (2005년)

### 옵서버 단체 및 기구
- 모로민족해방전선 (1977년)

### 옵서버 이슬람 기구
- 이슬람 회의 기구 회원국 의회 연맹 (2000년)
- 이슬람 대화 협력 회의 청년 포럼 (2005년)

### 옵서버 국제 기구
- 아랍 연맹 (1975년)
- 유엔 (1976년)
- 비동맹 운동 (1977년)
- 아프리카 연합 (1977년)
- 경제 협력 기구 (1995년)

## 같이 보기
- 이슬람 대테러 군사동맹